# Wojciech Bartnik
Wojciech Stanisław Bartnik (Oleśnica, 2 de diciembre de 1967) es un deportista polaco que compitió en boxeo.
Participó en tres Juegos Olímpicos de Verano, entre los años 1992 y 2000, obteniendo una medalla de bronce en Barcelona 1992, en el peso semipesado.
Ganó una medalla de bronce en el Campeonato Europeo de Boxeo Aficionado de 1996, en el peso pesado.
En febrero de 2001 disputó su primera pelea como profesional. En su carrera profesional tuvo en total 31 combates, con un registro de 26 victorias, 4 derrotas y un empate.

## Palmarés internacional
| Juegos Olímpicos   | Juegos Olímpicos   | Juegos Olímpicos  | Juegos Olímpicos |
| Año                | Lugar              | Medalla           | Categoría        |
| ------------------ | ------------------ | ----------------- | ---------------- |
| 1992               | Barcelona (España) | Medalla de bronce | 81 kg            |
| Campeonato Europeo |                    |                   |                  |
| Año                | Lugar              | Medalla           | Categoría        |
| 1996               | Vejle (Dinamarca)  | Medalla de bronce | 91 kg            |